# Katastrofa samolotu wojskowego An-26 w Czuhujewie
Katastrofa samolotu wojskowego An-26 w Czuhujewie – wypadek lotniczy ukraińskiego samolotu An-26, który miał miejsce 25 września 2020 roku ok. 2 km od lotniska w miejscowości Czuhujew w obwodzie charkowskim na Ukrainie.

## Wypadek
Samolot An-26, należący do Sił Powietrznych Ukrainy, w piątek 25 września 2020 roku wykonał sześć lotów szkoleniowych z kursantami Charkowskiego Narodowego Uniwersytetu Sił Powietrznych im. Iwana Kożeduba. W ostatnim, wieczornym locie uczestniczyło dwudziestu kadetów i siedmiu oficerów-pilotów. Według informacji Służby Bezpieczeństwa Ukrainy załoga na pięć minut przed katastrofą zgłaszała problemy z silnikiem. O godz. 20:45 czasu lokalnego (19:45 czasu polskiego) samolot rozbił się ok. 2 km przed pasem startowym będącym częścią wojskowego lotniska pod miastem Czuhujew w obwodzie charkowskim.

## Możliwe przyczyny
Jako możliwe przyczyny katastrofy wskazywane są problemy techniczne oraz błędy załogi. Według biura Prokuratora Generalnego Ukrainy na miejscu zdarzenia zginęło 25 osób. Według nieoficjalnych informacji część ofiar mogła zdążyć wyskoczyć z samolotu przed jego upadkiem. W sobotę 26 września zmarł jeden z dwóch rannych żołnierzy przebywających w charkowskim szpitalu.
Prezydent Ukrainy Wołodymyr Zełenski ogłosił w związku z katastrofą jednodniową żałobę narodową.